# Antigua (Fuerteventura)
Antigua is een gemeente in de Spaanse provincie Las Palmas in de regio Canarische Eilanden met een oppervlakte van 250 km². Antigua telt 10.834 inwoners (1 januari 2016). De gemeente ligt op het eiland Fuerteventura.

## Plaatsen in de gemeente
- Caleta de Fuste (El Castillo) (6.000 inw. in 2011)
- Antigua (2.292)
- Triquivijate (1.004)
- Valles de Ortega (660)
- Agua de Bueyes (294)
- Casillas de Morales (350)

## Demografische ontwikkeling
Bron: INE; 1857-2011: volkstellingen
Antigua · Betancuria · La Oliva · Pájara · Puerto del Rosario · Tuineje